# Регионален исторически музей (Виница)
Регионалният исторически музей в град Виница, е регионален музей с областно значение за Виницка област.
Той събира материали и документи за историята, етнографията и културата в източната част на историко-географската област Подолие. От 1929 г. музеят заема сграда, която е част от паметника с национално значение „Виницки мури“ (Йезуитски комплекс от средата на 17 век, където дълго време има затвор в 3 стаи на втория етаж).

## Галерия
- Зала за животинския свят.
- Зала за казаците.
- Представяне на селския бит.
- Зала, посветена на буржоазията и личности от края на 19 и началото на 20 век.
- Михаил Сергеевич Грушевски и граждани на Виница.
- Реконструкция на интериора на магазин със стоки от периода 1921 – 1928 г.